# Lochview Cottage

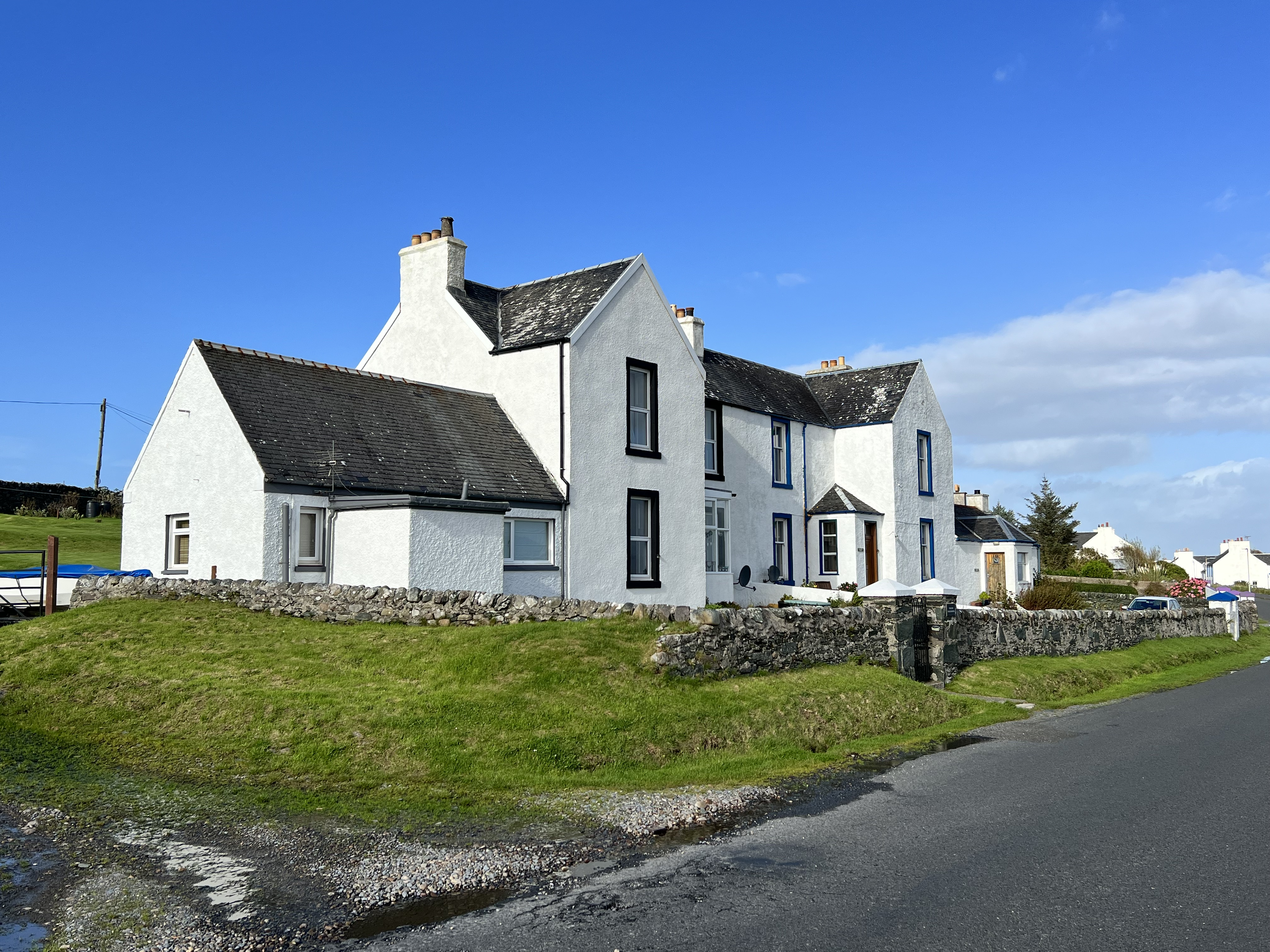
Lochview Cottage

Lochview Cottage ist ein Gebäude in der schottischen Stadt Port Charlotte auf der Hebrideninsel Islay. Das Gebäude steht auf der Westseite der Main Street am Südende der Stadt. 1980 wurde das Lochview Cottage als Ensemble mit der benachbarten ehemaligen Polizeiwache in die schottischen Denkmallisten in der Kategorie C aufgenommen. Lochview Cottage ist heute zur Ferienwohnung ausgebaut.

## Beschreibung
Der Gebäudekomplex besteht aus zwei weitgehend symmetrisch aufgebauten Doppelhaushälften. Der genau Bauzeitpunkt ist nicht verzeichnet, sodass nur die Mitte des 19. Jahrhunderts als Bauzeitraum angegeben werden kann. Der Komplex besteht aus einem parallel zur Straße verlaufenden Hauptgebäude. Dieses besitzt zwei Stockwerke und schließt mit einem Satteldach ab. Auf beiden Seiten weisen kurze Flügel zur Straße hin, die bezüglich ihrer Bauart dem Hauptgebäude entsprechen. Daran schließen sich jeweils kleine, einstöckige Seitenflügel an, die ebenfalls mit Satteldächern abschließen und wiederum parallel zur Straße verlaufen. Alle Dächer sind mit Schieferschindeln gedeckt und die Fassaden in der traditionellen Harling-Technik verputzt. Eine niedrige Mauer umgibt beide Gebäude und unterteilt auch die bis zur Straße hinreichende Rasenfläche.